# Voleibol nos Jogos Pan-Americanos de 2007 - Feminino
O torneio feminino de voleibol nos Jogos Pan-Americanos de 2007 ocorreu entre 14 e 19 de julho no ginásio do Maracanãzinho localizado no Complexo Esportivo do Maracanã. Oito equipes participaram do evento.

## Medalhistas
|  | CUB Cuba |  | BRA Brasil |  | USA Estados Unidos |
|  | Yumilka Ruíz Yanelys Santos Nancy Carrillo Yenisey González Daimi Ramírez Yahima Ortíz (L) Yusleynis Herrera Liana Mesa Rosir Calderón Kenia Carcaces Yusidey Silie Zoila Barros |  | Walewska Oliveira Carolina Albuquerque Marianne Steinbrecher Paula Pequeno Thaísa Menezes Hélia Souza Fabiana Claudino Welissa Gonzaga Érika Coimbra Sheilla Castro Fabiana Alvim (L) Regiane Bidias |  | Danielle Scott-Arruda Tayyiba Haneef-Park Charnette Fair Kristen Michaelis (L) Foluke Akinradewo Laura Tomes Cynthia Barboza Kimberly Noble Maurelle Hampton Courtney Thompson Lindsey Hunter Cassie Busse |

## Formato
As oito equipes foram divididas em dois grupos de quatro equipes. Cada equipe jogou contra as outras equipes do mesmo grupo, totalizando três jogos. As duas primeiras colocadas de cada grupo classificaram-se as semifinais e as restantes para jogos de definição do quinto ao oitavo lugar. Nas semifinais, os vencedores disputaram a final e os perdedores lutaram pela medalha de bronze.

## Resultados

### Primeira fase

#### Grupo A
| Pos | Equipe                   | Pts | J | V | D | PP  | PC  | PA    | SP | SC | SA    |
| --- | ------------------------ | --- | - | - | - | --- | --- | ----- | -- | -- | ----- |
| 1   | BRA Brasil               | 6   | 3 | 3 | 0 | 228 | 151 | 1,510 | 9  | 0  | MAX   |
| 2   | PER Peru                 | 5   | 3 | 2 | 1 | 227 | 229 | 0,991 | 6  | 5  | 1,200 |
| 3   | DOM República Dominicana | 4   | 3 | 1 | 2 | 230 | 242 | 0,950 | 5  | 6  | 0,833 |
| 4   | MEX México               | 3   | 3 | 0 | 3 | 162 | 225 | 0,720 | 0  | 9  | 0,000 |

| 14 de julho 15:00 | MEX México | 0 – 3                | DOM República Dominicana | Público: 2.200 Árbitro(s): BRA Paulo Beal USA Patricia Rolf |
| 14 de julho 15:00 | 23 16 19   | 1º set 2º set 3º set | 25                       | Público: 2.200 Árbitro(s): BRA Paulo Beal USA Patricia Rolf |

| 14 de julho 22:00 | PER Peru | 0 – 3                | BRA Brasil | Público: 11.890 Árbitro(s): CRC Jorge Villalobos PUR Victor Rodríguez |
| 14 de julho 22:00 | 15 19 12 | 1º set 2º set 3º set | 25         | Público: 11.890 Árbitro(s): CRC Jorge Villalobos PUR Victor Rodríguez |

| 15 de julho 15:00 | MEX México | 0 – 3                | PER Peru | Público: 1.386 Árbitro(s): USA Patricia Rolf PUR Victor Rodríguez |
| 15 de julho 15:00 | 16 23 17   | 1º set 2º set 3º set | 25       | Público: 1.386 Árbitro(s): USA Patricia Rolf PUR Victor Rodríguez |

| 15 de julho 22:00 | DOM República Dominicana | 0 – 3                | BRA Brasil | Público: 12.750 Árbitro(s): CUB Francisco Medina TRI Brian Charles |
| 15 de julho 22:00 | 26 16 15                 | 1º set 2º set 3º set | 28 25      | Público: 12.750 Árbitro(s): CUB Francisco Medina TRI Brian Charles |

| 16 de julho 15:00 | BRA Brasil | 3 – 0                | MEX México | Público: 12.326 Árbitro(s): PUR Victor Rodríguez USA Patricia Rolf |
| 16 de julho 15:00 | 25         | 1º set 2º set 3º set | 16 15 17   | Público: 12.326 Árbitro(s): PUR Victor Rodríguez USA Patricia Rolf |

| 16 de julho 22:00 | DOM República Dominicana | 2 – 3                              | PER Peru       | Público: 1.417 Árbitro(s): CUB Francisco Medina TRI Brian Charles |
| 16 de julho 22:00 | 25 13 25 27 8            | 1º set 2º set 3º set 4º set 5º set | 14 25 23 29 15 | Público: 1.417 Árbitro(s): CUB Francisco Medina TRI Brian Charles |

#### Grupo B
| Pos | Equipe         | Pts | J | V | D | PP  | PC  | PA    | SP | SC | SA    |
| --- | -------------- | --- | - | - | - | --- | --- | ----- | -- | -- | ----- |
| 1   | Cuba           | 6   | 3 | 3 | 0 | 251 | 192 | 1,307 | 9  | 1  | 9,000 |
| 2   | Estados Unidos | 5   | 3 | 2 | 1 | 225 | 196 | 1,148 | 6  | 4  | 1,500 |
| 3   | Porto Rico     | 4   | 3 | 1 | 2 | 240 | 242 | 0,992 | 5  | 6  | 0,833 |
| 4   | Costa Rica     | 3   | 3 | 0 | 3 | 141 | 227 | 0,621 | 0  | 9  | 0,000 |

| 14 de julho 13:00 | USA Estados Unidos | 3 – 0                | CRC Costa Rica | Público: 1.835 Árbitro(s): MEX Daniel González DOM Yuri Ramírez |
| 14 de julho 13:00 | 25                 | 1º set 2º set 3º set | 9 19 12        | Público: 1.835 Árbitro(s): MEX Daniel González DOM Yuri Ramírez |

| 14 de julho 19:00 | CUB Cuba | 3 – 1                       | PUR Porto Rico | Público: 4.836 Árbitro(s): BRA Murilo Aguiar DOM Yuri Ramírez |
| 14 de julho 19:00 | 25 24 25 | 1º set 2º set 3º set 4º set | 18 17 26 23    | Público: 4.836 Árbitro(s): BRA Murilo Aguiar DOM Yuri Ramírez |

| 15 de julho 13:00 | PUR Porto Rico | 1 – 3                       | USA Estados Unidos | Público: 2.777 Árbitro(s): BRA Murilo Aguiar DOM Yuri Ramírez |
| 15 de julho 13:00 | 25 18 16 22    | 1º set 2º set 3º set 4º set | 21 25              | Público: 2.777 Árbitro(s): BRA Murilo Aguiar DOM Yuri Ramírez |

| 15 de julho 19:00 | CRC Costa Rica | 0 – 3                | CUB Cuba | Público: 3.642 Árbitro(s): BRA Paulo Beal PER Raúl Zelada |
| 15 de julho 19:00 | 17 12 25       | 1º set 2º set 3º set | 25 27    | Público: 3.642 Árbitro(s): BRA Paulo Beal PER Raúl Zelada |

| 16 de julho 13:00 | CRC Costa Rica | 0 – 3                | PUR Porto Rico | Público: 1.103 Árbitro(s): MEX Daniel González PER Raúl Zelada |
| 16 de julho 13:00 | 14 19 14       | 1º set 2º set 3º set | 25             | Público: 1.103 Árbitro(s): MEX Daniel González PER Raúl Zelada |

| 16 de julho 19:00 | USA Estados Unidos | 0 – 3                | CUB Cuba | Público: 8.625 Árbitro(s): BRA Murilo Aguiar DOM Yuri Ramírez |
| 16 de julho 19:00 | 16 23 15           | 1º set 2º set 3º set | 25       | Público: 8.625 Árbitro(s): BRA Murilo Aguiar DOM Yuri Ramírez |

### Fase final
|  | Classificação 5º-8º lugar | Classificação 5º-8º lugar |   |                           | 5º lugar                  | 5º lugar |  |
|  |                           |                           |   |                           |                           |          |  |
|  | 18 de julho, 2007 - 13:00 |                           |   |                           |                           |          |  |
|  | República Dominicana      | 3                         |   |                           |                           |          |  |
|  | Costa Rica                | 0                         |   |                           |                           |          |  |
|  |                           |                           |   |                           |                           |          |  |
|  |                           |                           |   |                           | 19 de julho 2007 - 22:00  |          |  |
|  |                           |                           |   |                           | República Dominicana      | 3        |  |
|  |                           | Porto Rico                | 0 |                           |                           |          |  |
|  |                           |                           |   |                           |                           |          |  |
|  |                           |                           |   |                           |                           |          |  |
|  |                           |                           |   |                           | 7º lugar                  |          |  |
|  | 18 de julho 2007 - 19:00  | 18 de julho 2007 - 19:00  |   | 19 de julho, 2007 - 19:00 | 19 de julho, 2007 - 19:00 |          |  |
|  | Porto Rico                | 3                         |   | Costa Rica                | 2                         |          |  |
|  | México                    | 0                         |   |                           | México                    | 3        |  |

|  | Semifinais                | Semifinais               |   |                           | Final                     | Final |  |
|  |                           |                          |   |                           |                           |       |  |
|  | 18 de julho, 2007 - 15:00 |                          |   |                           |                           |       |  |
|  | Brasil                    | 3                        |   |                           |                           |       |  |
|  | Estados Unidos            | 0                        |   |                           |                           |       |  |
|  |                           |                          |   |                           |                           |       |  |
|  |                           |                          |   |                           | 19 de julho 2007 - 15:00  |       |  |
|  |                           |                          |   |                           | Brasil                    | 2     |  |
|  |                           | Cuba                     | 3 |                           |                           |       |  |
|  |                           |                          |   |                           |                           |       |  |
|  |                           |                          |   |                           |                           |       |  |
|  |                           |                          |   |                           | 3º lugar                  |       |  |
|  | 18 de julho 2007 - 22:00  | 18 de julho 2007 - 22:00 |   | 19 de julho, 2007 - 13:00 | 19 de julho, 2007 - 13:00 |       |  |
|  | Cuba                      | 3                        |   | Estados Unidos            | 3                         |       |  |
|  | Peru                      | 0                        |   |                           | Peru                      | 0     |  |

#### Semifinais
| 18 de julho 15:00 | BRA Brasil | 3 – 0                | USA Estados Unidos | Público: 12.517 Árbitro(s): MEX Daniel González DOM Yuri Ramírez |
| 18 de julho 15:00 | 25         | 1º set 2º set 3º set | 13 20              | Público: 12.517 Árbitro(s): MEX Daniel González DOM Yuri Ramírez |

| 18 de julho 22:00 | CUB Cuba | 3 – 0                | PER Peru | Público: 5.220 Árbitro(s): CRC Jorge Villalobos TRI Brian Charles |
| 18 de julho 22:00 | 25       | 1º set 2º set 3º set | 14 23 22 | Público: 5.220 Árbitro(s): CRC Jorge Villalobos TRI Brian Charles |

#### Disputa do 5º ao 8º lugares
| 18 de julho 13:00 | DOM República Dominicana | 3 – 0                | CRC Costa Rica | Público: 1.438 Árbitro(s): BRA Paulo Beal USA Patricia Rolf |
| 18 de julho 13:00 | 25                       | 1º set 2º set 3º set | 17 6 15        | Público: 1.438 Árbitro(s): BRA Paulo Beal USA Patricia Rolf |

| 18 de julho 19:00 | PUR Porto Rico | 3 – 0                | MEX México | Público: 2.708 Árbitro(s): BRA Murilo Aguiar PER Raúl Zelada |
| 18 de julho 19:00 | 25             | 1º set 2º set 3º set | 19 21 18   | Público: 2.708 Árbitro(s): BRA Murilo Aguiar PER Raúl Zelada |

#### Disputa do 7º lugar
| 19 de julho 19:00 | CRC Costa Rica | 2 – 3                              | MEX México     | Público: 2.312 Árbitro(s): USA Patricia Rolf PUR Victor Rodríguez |
| 19 de julho 19:00 | 17 25 8 25 12  | 1º set 2º set 3º set 4º set 5º set | 25 22 25 16 15 | Público: 2.312 Árbitro(s): USA Patricia Rolf PUR Victor Rodríguez |

#### Disputa do 5º lugar
| 19 de julho 22:00 | DOM República Dominicana | 3 – 0                | PUR Porto Rico | Público: 427 Árbitro(s): CUB Francisco Medina BRA Paulo Beal |
| 19 de julho 22:00 | 25                       | 1º set 2º set 3º set | 18 23 18       | Público: 427 Árbitro(s): CUB Francisco Medina BRA Paulo Beal |

#### Disputa do bronze
| 19 de julho 13:00 | USA Estados Unidos | 3 – 0                | PER Peru | Público: 2.130 Árbitro(s): BRA Murilo Aguiar TRI Brian Charles |
| 19 de julho 13:00 | 25                 | 1º set 2º set 3º set | 22       | Público: 2.130 Árbitro(s): BRA Murilo Aguiar TRI Brian Charles |

#### Final
| 19 de julho 15:00 | BRA Brasil     | 2 – 3                              | CUB Cuba    | Público: 12.750 Árbitro(s): DOM Yuri Ramírez MEX Daniel González |
| 19 de julho 15:00 | 27 22 25 32 15 | 1º set 2º set 3º set 4º set 5º set | 25 22 34 17 | Público: 12.750 Árbitro(s): DOM Yuri Ramírez MEX Daniel González |

## Classificação final
| Pos.              | Equipe                   | Campanha (V–D) |
| ----------------- | ------------------------ | -------------- |
| Medalha de ouro   | CUB Cuba                 | (5–0)          |
| Medalha de prata  | BRA Brasil               | (4–1)          |
| Medalha de bronze | USA Estados Unidos       | (3–2)          |
| 4                 | PER Peru                 | (2–3)          |
| 5                 | DOM República Dominicana | (3–2)          |
| 6                 | PUR Porto Rico           | (2–3)          |
| 7                 | MEX México               | (1–4)          |
| 8                 | CRC Costa Rica           | (0–5)          |